# Monte Eta
El monte Eta (griego Όρος Οίτη) es una cadena montañosa situada en Grecia central, en el sur de Tesalia (Grecia), que delimita los valles del Esperqueo y del Cefiso en Beocia. Es una rama del macizo del Pindo. El Eta bordea la antigua ciudad de Traquinia por el oeste. Alcanza una altura máxima de 2153 m. El contrafuerte del Eta, situado al sur del desfiladero de las Termópilas es el monte Calídromo, de 1258 m :

Al oeste de las Termópilas se alza una cadena montañosa inaccesible, escarpada y  alta, que se extiende hasta el Eta; mientras que al este, el mar y unas marismas flanquean el camino.

Además del paso de las Termópilas, había también otro paso a gran altura al oeste del monte Calídromo que conducía hasta la parte del valle del Cefiso. Más al oeste se alza el monte Patriótiko, que supera al Calídromo en altura.
En la mitología griega el Eta es sobre todo célebre por ser el escenario de la muerte de Heracles. Preparado para morir, ascendió el monte Eta, donde construyó una pira funeraria con árboles, dio su arco y flechas a Peante, padre de Filoctetes, se colocó sobre la pira, su cabeza apoyada en su garrote y su piel de león extendida sobre él, y ordenó a Filoctetes que aplicara la antorcha a la pira.
Milton hace referencia a la locura de Heracles del siguiente modo: «De este modo Alcides [es decir, Heracles], al volver de Ecalia, coronado por la victoria, y al sentir la envenenada túnica, desarraigaba a impulsos de su dolor los pinos de Tesalia y de la cima del Eta, arrojando a Licas al mar de Eubea.»